# Fryderyk Ludwik (książę Hohenzollern-Hechingen)
Friedrich Ludwig (ur. 1 września 1688 w Strasburgu, zm. 4 czerwca 1750 w Zamku Lindich koło Hechingen) – książę Hohenzollern-Hechingen. Jego władztwo było częścią Świętego Cesarstwa Rzymskiego Narodu Niemieckiego. Wojskowy, od 1741 marszałek polny armii cesarskiej.
Urodził się jako najstarszy syn księcia Hohenzollern-Hechingen Fryderyka Wilhelma i jego pierwszej żony księżnej Marii Leopoldyny. Na tron wstąpił po abdykacji ojca w 1730.
Zmarł bezżennie i bezpotomnie. Pochowano go w kolegiacie św. Jakuba w Hechingen. Po śmierci monarchy jego następcą został brat stryjeczny Józef Fryderyk Wilhelm.